# Gnomulus rostratoideus
Espèce
Gnomulus rostratoideus est une espèce d'opilions laniatores de la famille des Sandokanidae.

## Distribution
Cette espèce se rencontre en Malaisie au Johor et à Singapour.

## Description
Le mâle holotype mesure 5,58 mm et les femelles de 5,43 et 5,26 mm.

## Systématique et taxinomie
Cette espèce a été décrite par Schwendinger et Martens en 2002.

## Publication originale
- Schwendinger & Martens, 2002 : « A taxonomic revision of the family Oncopodidae III. Further new species of Gnomulus Thorell (Opiliones, Laniatores). » Revue Suisse de Zoologie, vol. 109, no 1, p. 47–113 (texte intégral).